# Violette Chauveau
 (février 2009).
Si vous disposez d'ouvrages ou d'articles de référence ou si vous connaissez des sites web de qualité traitant du thème abordé ici, merci de compléter l'article en donnant les références utiles à sa vérifiabilité et en les liant à la section « Notes et références ».
Pour les articles homonymes, voir Violette (homonymie) et Chauveau.
Violette Chauveau, née le 18 novembre 1963, est une comédienne québécoise.

## Biographie
Sortie du Conservatoire d'art dramatique en 1986 et spécialisée dans le théâtre et le doublage, elle est notamment la voix québécoise d'Anna Faris, Toni Collette, Juliette Lewis, Winona Ryder ainsi qu'une des voix d'Alicia Silverstone, Elizabeth Banks, Alice Eve, Patricia Arquette et Melanie Lynskey.
Elle est la sœur du comédien Inti Chauveau, la belle-sœur de l'écrivain Juan Joseph Ollu et l'ex-femme[réf. nécessaire] du comédien Normand Chouinard. Leur fille, Rosine Chauveau-Chouinard, était également comédienne.

## Théâtre
- 1987 : L'Opéra de quatre sous de Bertolt Brecht : Dolly et autres personnages
- 1987 : Thesus and the Minotaur : Ariane et Bolus
- 1987 : La Vérité des choses : Debbie
- 1987 : La Combine de Colombine : Isabelle
- 1988 : Le Trésor des pyramides : Marthe
- 1989 : L'Invitation au château de Jean Anouilh : Isabelle
- 1991 : La Ménagerie de verre de Tennessee Williams : Laura
- 1991 : L'Homme qui n'avait plus d'amis : Babylone
- 1992 : Il n'y a plus rien de Robert Gravel : sœur Luc-Gabrielle
- 1993 : La Trilogie, de la tragédie de l'homme : plusieurs personnages
- 1994 : Georges Dandin de Molière : Angélique
- 1995 : Cinquante : plusieurs personnages
- 1995 : Atmavictu : V
- 1996 : Cœur léger, cœur lourd : V
- 1996 : Le Leçon d'Eugène Ionesco : l'élève
- 1998 : Thérèse, Tom et Simon : Thérèse
- 1997 : La serva amorosa de Goldoni : Rosaura
- 1997 : Les Contes urbains texte Rue des Mélèzes : Loulou
- 1998 : Le Malade imaginaire de Molière : Angélique
- 1998 : Durocher le milliardaire : Élisabeth
- 1999 : La Main d'Edwige au moment de sa naissance : Edwige
- 1999 : Atelier étrange: la femme-cheval et autres personnages
- 1999 : La Dernière Messe : la nymphomane
- 2000 : Crime et Châtiment d'après Dostoievski : la mère de Raskolnikoff
- 2000 : Pension Vaudou : la femme-cheval, Myriam et plusieurs autres personnages
- 2001 : 4 x 4
- 2001 : Les Laboratoires Crête : Sujet humain
- 2001 : Titanica : Isabelle Louve de France
- 2001 : Le Petit Bistro du grand Jacques : Arlette, Barbara et Maurice
- 2001 : Cabaret des mots de Jean Tardieu : Miss Issipee et autres personnages
- 2002 : Le Goûteur : Juliette
- 2003 : Vacarmes cabaret perdu : Carole
- 2003 : Passé antérieur de Michel Tremblay : Albertine
- 2004 : Délicate Balance de Edward Albee : Julia
- 2004 : Le Procès d'après Franz Kafka : Madame Grubach, la blanchisseuse et le fouetteur
- 2004 : L'Hôtel du Libre-échange de Georges Feydeau : Marcelle Paillardin
- 2005 : Le Traitement de Martin Crimp : Jennifer
- 2005 : 5 heures du matin : la femme
- 2006 : Venise-en-Québec : la blonde
- 2007 : Son visage soudain exprimant de l'intérêt : la femme
- 2007 : Comment j'ai appris à conduire : Petit bout
- 2008 : Bacchanale : Violette
- 2009 : Le Mariage de Figaro de Beaumarchais : la comtesse
- 2009 : Une truite pour Ernestine Shuswap de Tomson Highway : Isabel Thompson
- 2009 : L'Imposture d'Evelyne de la Chenelière : Ève
- 2011 : La Belle et la Bête de Pierre Yves Lemieux : la Sœur (personnage virtuel)
- 2012 : Le Dindon de Georges Feydeau : Maggy Soldignac
- 2012 : Une vie pour deux d'Evelyne de la Chenelière : Simone
- 2016 : Tartuffe : Dorine
- 2018 : Warda
- 2023: La dernière cassette d'Olivier Choinière: AB (André Brassard)

## Filmographie

### Cinéma
- 1990 : Germaine : Germaine
- 1991 : La Route infinie : Jeune femme
- 1999 : Appelez-moi Alex : Alex
- 2005 : André Brassard, le diable après les cuisiniers
- 2005 : Maman Last Call : La femme de l'avocat
- 2006 : Je t'aime... attachée : Laurence
- 2007 : Les Trois Petits Cochons : Sophie la maîtresse virtuelle
- 2007 : Ice cream : Garance
- 2012 : Laurence Anyways de Xavier Dolan : Élise Voïlinsky

### Télévision
- 1990 : Take me to the North Countray (documentaire) : Violet
- 1993 : René Lévesque : Rosie
- 1994 : Le Survenant dans Livrofolie (documentaire) : Angélina Desmarais
- 1994 : Les Trois Sœurs dans Livrofolie (documentaire) : Olga
- 1994 : George Sand dans Livrofolie (documentaire) : George Sand
- 1994 : Pour l'amour de Thomas (téléfilm) : Sonya
- 1995 : Bouledogue Bazar : La baronne
- 1995 : Avec un grand A Cain et ABel : Dominique Gagnon
- 1996 : Cher Olivier : Amulette Garneau
- 1996 : Bungalows blues : Isabelle Labelle
- 1998 : La Petite Vie : l'hôtesse de l'air
- 1999 : Un gars, une fille : infirmière / hôtesse de l'air
- 1999 : La Vie, la vie : Réceptionniste de l'agence de rencontre
- 1999 : Le Regard de Delphine (téléfilm) : Camille
- 2001 : Durocher le milliardaire (téléfilm) : Élisabeth
- 2002 : Histoires de filles : Claude Poupart
- 2003 : 450, chemin du golf : Vanessa
- 2004 : La Vie rêvée de Mario Jean : Marianne Jacques
- 2004 : Les Bougon, c'est aussi ça la vie! : Ginette
- 2005 : Il était une fois dans le trouble : L'animatrice
- 2005 : Les Invincibles : Josée
- 2005 : Au nom de la loi : Lucille Therrien
- 2006 : États Humains 03, Indécence : la journaliste
- 2007 : Annie et ses hommes : Sophie
- 2008 : Destinées : Charlotte, la voisine
- 2010 : Mirador : Dominique Baril
- 2015- : Madame Lebrun : Joyce Dumarais
- 2022 : Sans rendez-vous : Odile

## Doublage

### Cinéma

#### Films
| - Anna Faris dans : - Film de peur (2000) : Cindy Campbell - Film de peur 2 (2001) : Cindy Campbell - Film de peur 3 (2003) : Cindy Campbell - Souvenirs de Brokeback Mountain (2005) : Lashawn Malone - Simplement amis ? (2005) : Samantha James - Film de peur 4 (2006) : Cindy Campbell - Ma super ex-copine (2006) : Hannah Lewis - La Bunny du campus (2008) : Shelley Darlingson - L'Agent provocateur (2009) : Brandi - Alvin et les Chipmunks : La Suite (2009) : Jeanette Miller (voix) - C'est quoi ton numéro? (2011) : Ally Darling - Alvin et les Chipmunks : Les Naufragés (2011) : Jeanette Miller (voix) - Toni Collette dans : - Emma (1996) : Harriet Smith - Le Sixième Sens (1999) : Lynn Sear - Shaft (2000) : Diane Palmieri - Changement de voie (2002) : Michelle - Les Heures (2002) : Kitty - Connie et Carla (2004) : Carla - Une voix dans la nuit (2006) : Donna D. Logand - Crépuscule (2007) : Nina - La petite Arabe (2007) : Melina Hines - Vampire, vous avez dit vampire ? (2011) : Jane Brewster - Hector et la Recherche du bonheur (2014) : Agnes - Juliette Lewis dans : - Le Meurtre dans le sang (1994) : Mallory Wilson Knox - La Nuit la plus longue (1996) : Kate Fuller - L'Autre Sœur (1999) : Carla Tate - Starsky et Hutch (2004) : Kitty - La Vie secrète de Daltry Calhoun (2005) : Flora Flick - Ça roule ! (2009) : Iron Maven - L'Échange (2010) : Debbie - Date prévue (2010) : Heidi - Le Temps d'un été (2013) : Karen Weston - Nerve : voyeur ou joueur ? (2016) : Nancy Delmonico - Ma (2019) : Erica Thompson - Winona Ryder dans : - Dracula, d'après l’œuvre de Bram Stoker (1992) : Mina Murray / Elisabeta - New York en automne (2000) : Charlotte Fielding - Les Âmes perdues (2000) : Maya Larkin - Simone (2002) : Nicola Anders - Star Trek (2009) : Amanda Grayson - Le Cygne noir (2010) : Beth Macintyre - Le Dilemme (2011) : Geneva Backman - Protection (2013) : Sheryl Marie Mott - Gretchen Mol dans : - Dernier tour de table (1998) : Jo - Le Treizième Étage (1999) : Jane Fuller / Natasha Molinaro - 3:10 pour Yuma (2007) : Alice Evans - Faux positif (2021) : Dr Dawn - Melanie Lynskey dans : - Coyote Ugly (2000) : Gloria - Abandon (2002) : Mousy Julie - Escroc(s) en herbe (2009) : Colleen - Recherche ami pour partager fin du monde (2012) : Karen - Lizzy Caplan dans : - Cloverfield (2008) : Marlena Diamond - La Copine de mon ami (2008) : Ami - Le Spa à remonter dans le temps (2010) : April - Alice Eve dans : - Question à 10 (2006) : Alice Harbinson - Droit de passage (2009) : Claire Shepard - Hommes en noir 3 (2012) : agent O, jeune - Kelly Macdonald dans : - Un week-end à Gosford Park (2001) : Mary MacEachran - Intermède (2003) : Deirdre - Voyage au pays imaginaire (2004) : Peter Pan - Heather Matarazzo dans : - Le Journal d'une princesse (2001) : Lilly Moscovitz - Le Journal d'une princesse 2 : Les Fiançailles royales (2004) : Lilly Moscovitz - L'Auberge 2 (2007) : Lorna - Alicia Silverstone dans : - Le Coup de foudre (1993) : Darian Forrester - Scooby-Doo 2 : Monstres en liberté (2004) : Heather - La Recette du succès (2011) : Jill Emmet - Patricia Arquette dans : - À cœur perdu (1993) : Alabama Whitman - Le Petit Nicky (2000) : Valerie Veran - Elizabeth Banks dans : - Le Bon Perdant (2005) : Caroline Swann - Le Frère Noël (2007) : Charlene - Kate Beahan dans : - Plan de vol (2005) : Stéphanie - Le Retour (2006) : Michelle - Bre Blair dans : - Le Club des Baby-Sitters (1995) : Stacey McGill - Virée à Vegas (2013) : Lisa - Golden Brooks dans : - Un goût de nouveauté (2006) : Suzette - A Good Man Is Hard to Find (2008) : Rachel - Cara Buono dans : - Gladiator : L'Ange du ring (1992) : Dawn - Laisse-moi entrer (2010) : La mère d'Owen - Neve Campbell dans : - La Créature des ténèbres (1993) : Officier Jesse Donovan - Magie noire (1996) : Bonnie Hyper - Joely Fisher dans : - Le Masque (1994) : Maggie - Mauvais Coup (2005) : Emma - Sophie Marceau dans : - Cœur vaillant (1995) : Isabelle de France - Alex et Emma (2003) : Polina Delacroix - Katy Mixon dans : - Quatre Noël (2008) : Susan - Tout sur Steve (2009) : Elizabeth - Emily Mortimer dans : - La Panthère rose (2006) : Nicole - La Panthère rose 2 (2009) : Nicole - Jaime Pressly dans : - Impact fatal (2004) : China - J't'aime mon homme (2009) : Denise | - Marion Ramsey dans : - Académie de Police 5 : Affectation Miami Beach (1988) : Sergent Laverne Hooks - Académie de Police 6 : Une ville assiégée (1989) : Sergent Laverne Hooks - Alanna Ubach dans : - Blonde et légale (2001) : Serena McGuire - Blonde et légale 2 : Rouge, blanc et blonde (2003) : Serena McGuire - Kimberly Williams dans : - Le Père de la mariée, tome 2 (1995) : Annie Elizabeth Banks-MacKenzie - Comment manger des vers de terre (2006) : Helen Forrester - 1985 : Mon cousin américain : Sandy Wilcox (Margaret Langrick) - 1987 : L'Arme fatale : Rianne Murtaugh (Traci Wolfe) - 1987 : La Fissure : Linda Lee (Jennifer Irwin) - 1988 : Heartbreak Hotel : Pam Wolfe (Angela Goethals) - 1988 : La Guerre du chocolat : Lisa (Jenny Wright) - 1988 : Pin : Ursula (Cynthia Preston) - 1989 : Freddy 5 : L'Héritier du rêve : Alice Johnson (Lisa Wilcox) - 1989 : Duo de choc : Katherine « Kiki » Tango (Teri Hatcher) - 1990 : Heidi : Le Sentier du courage : Heidi (Juliette Caton) - 1990 : Mortelle Influence : Leslie (Kathleen Wilhoite) - 1990 : Princes en exil : Holly (Stacie Mistysyn) - 1990 : Jeu d'enfants 2 : Kyle (Christine Elise) - 1991 : Comment ça va Bob? : Anna Marvin (Kathryn Erbe) - 1991 : La Fin de Freddy : L'Ultime Cauchemar : Tracy (Lezlie Deane) - 1991 : Ricochet : Wanda (Linda Dona) - 1991 : Le secret est dans la sauce : Leona Threagoode (Afton Smith) - 1992 : Meurtre dans l'objectif : Lori (Chantelle Jenkins) - 1992 : La Côte d'Adam : Nastya (Mariya Golubkina) - 1992 : Le Voyage : Violeta (Christina Becerra) - 1992 : La Rivière du sixième jour : Jessie Burns (Emily Lloyd) - 1993 : 100% américain : Zora Mathews (Nia Long) - 1993 : Abracadabra : Allison (Vinessa Shaw) - 1993 : Les Fous du surf ninja : Ro-May (Kelly Hu) - 1993 : Amour, Obsession et Uniforme : Charlie Warner (Brigitte Bako) - 1993 : Rudy : Sherry (Lili Taylor) - 1993 : Rock n' Nonne 2 : De retour au couvent : Margaret (Jennifer Love Hewitt) - 1994 : Avec distinction : Courtney Blumenthal (Moira Kelly) - 1994 : Bonheur aigre-doux : Pearl Li (Frances You) - 1994 : Témoin silencieux : Sylvie Warden (Liv Tyler) - 1994 : Opération Phénix d'or : Princesse Tara (Karen Sheperd) - 1994 : Nell : Mary Peterson (Robin Mullins) - 1995 : Don Juan DeMarco : Doña Ana (Géraldine Pailhas) - 1995 : Pendant ton sommeil : Mary Callaghan (Monica Keena) - 1995 : French Kiss : Juliette (Suzan Anbeh) - 1995 : La Famille Perez : Teresa Perez (Trini Alvarado) - 1995 : Power Rangers, le film : Dulcea (Gabrielle Fitzpatrick) - 1995 : Espèces : Sil (Natasha Henstridge) - 1995 : Express en péril : Sarah Ryback (Katherine Heigl) - 1995 : Le Donneur : Patty (Emmanuelle Chriqui) - 1995 : Les Billets verts : Juanita Benson (Rose Jackson) - 1996 : L'Opus de M. Holland : Rowena Morgan (Jean Louisa Kelly) - 1996 : Drôle de numéro : Missy (Maddie Corman) - 1996 : Diabolique : Mia Baran (Isabelle Adjani) - 1996 : Rendez-vous virtuel : Maggie (Taylor St. Clair) - 1996 : Mme Winterbourne : Connie Doyle / Patricia Winterbourne (Ricki Lake) - 1997 : Jackie Chan contre-attaque : Annie Tsui (Annie Wu) - 1997 : Poison Ivy : La Dernière Séduction : Joy Greer (Megan Edwards) - 1997 : La Fin de la violence : Ade (Nicole Ari Parker) - 1998 : Godzilla : Lucy Palotti (Arabella Field) - 1998 : Mauvais Œil : Julia Costello (Carla Gugino) - 1998 : Les filles font la loi : Maureen « Momo » Haines (Merritt Wever) - 1999 : Un baiser, enfin ! : Aldys Martin (Leelee Sobieski) - 1999 : Le Masque noir : Tracy Lee (Karen Mok) - 1999 : Beautés fatales : Amber Atkins (Kirsten Dunst) - 2000 : La Fille de mes rêves : Lana (Rosario Dawson) - 2000 : Titus : Lavinia (Laura Fraser) - 2000 : Le Festin des Androïdes : Sandy Fawkes (Fiona Loewi) - 2000 : Sous vide : Kathy (Tammy Isbell) - 2000 : Tobby 3 : Le Chien étoile : Andrea Framm (Caitlin Wachs) - 2001 : Pearl Harbor : Infirmière Sandra (Jennifer Garner) - 2001 : Lantana : Paula D'Amato (Daniella Farinacci) - 2002 : Petit Stuart 2 : Margalo, le canari (voix) (Melanie Griffith) - 2002 : Défi bleu : Lena (Sanoe Lake) - 2002 : Multiples Positions : Cheryth Bleyn (Carly Pope) - 2003 : Débarrasse-nous d'Éva : Bethany Dandrige (Robinne Lee) - 2003 : La Révolte des anges : Sandy Field (Kristin Adams) - 2004 : Drôles de blondes : Denise Porter (Rochelle Aytes) - 2004 : La Mort dans la peau : Kim (Michelle Monaghan) - 2004 : Parasite : Dr. Christine Hansen (Saskia Gould) - 2004 : Le Petit Carnet noir : Joyce (Julianne Nicholson) - 2004 : Haute Coiffure : Marcella (Gina Torres) - 2004 : Belle de scène : Nell Gwynn (Zoe Tapper) - 2005 : Devine qui : Keisha Jones (Kellee Stewart) - 2005 : Hollywood infesté : Cherie (Caprice Bourret) - 2006 : L'Auberge : Svetlana (Jana Kaderabkova) - 2006 : L'Amour en question : Sandy (Jill Ritchie) - 2006 : Toi, moi et Dupree : Annie (Amanda Detmer) - 2006 : Le Dahlia noir : Elizabeth Short (Mia Kirshner) - 2006 : Marie-Antoinette : la duchesse de Polignac (Rose Byrne) - 2007 : Fay Grim : Les Secrets du passé : Bebe (Elina Löwensohn) - 2007 : Festin d'amour : Agatha Smith (Missi Pyle) - 2009 : L'Assistant du vampire : Gertha Teeth (Kristen Schaal) - 2010 : Helen : Susanna (Leah Cairns) - 2011 : Prêtre : Shannon Pace (Mädchen Amick) - 2012 : Cartographie des nuages : Tilda / Sonmi-451 / autres rôles (Bae Doona) - 2012 : Charmant Compagnon : Carmen (Ayelet Zurer) |

#### Films d'animation
- 1989 : La Petite Sirène (The Little Mermaid) de John Musker et Ron Clements : Ariel
- 1990 : Le Prince Casse-noisette : Clara
- 1991 : Rover Dangerfield : Connie
- 1997 : La Belle et la Bête : Un Noël enchanté : Belle
- 1999 : South Park, le film : Wendy Testaburger / Liane Cartman
- 1999 : Histoire de jouets 2 : Jessie
- 2000 : La Petite Sirène 2 : Ariel
- 2001 : La Belle et le Clochard 2 : Danielle
- 2002 : Cendrillon 2 : Cendrillon
- 2002 : Le Bossu de Notre-Dame 2 : Esméralda
- 2002 : Hé Arnold !, le film : Mousseline
- 2003 : Vive les fêtes ! Un film avec Caillou (en) (vidéo) : Mousseline / Clémentine
- 2006 : Les Rebelles de la forêt : Giselle
- 2007 : Cendrillon 3 : Les Hasards du temps : Cendrillon
- 2008 : Cinglé de professeur 2 : Face à la peur : Robin
- 2009 : Les Rebelles de la forêt 2 : Giselle
- 2010 : Histoire de jouets 3 : Jessie
- 2010 : Animaux et Cie : Angie
- 2011 : Les Rebelles de la forêt 3 : Giselle
- 2012 : Frankenweenie : La prof de gym
- 2019 : Histoire de jouets 4 : Jessie

### Télévision

#### Téléfilms
- 1987 : Anne aux pignons verts : La Suite : Emmeline Harris (Genevieve Appleton)
- 1989 : Au secours de Jessica McClure : Cissy Mcclure (Roxana Zal)
- 1990 : L'Étalon solitaire : Ginny Garrett (Jodie Rimmer)
- 1992 : Portrait Robot : Leese (Charlotte Lewis)
- 1995 : Les Nourissons de la misère : Iris (Catherine Fitch)
- 1996 : Vies de femmes : Del Jordan (Tanya Allen)
- 1996 : Poussière d'étoiles : Alexia Wheaton (Katherine Heigl)
- 1998 : Les Contes d'Avonlea : Joyeux Noël, Mlle King : Felicity King (Gema Zamprogna)
- 2005 : Le Traqueur : Carmen Bavelah (Françoise Robertson)
- 2013 : La Candidate idéale : Christy Bennett (Mia Kirshner)

#### Téléfilms d'animation
- 1988 : Les Neuf Vies de Garfield : Chloé
- 1989 : Le BGG : Sophie
- 1990 : Les Personnages animés préférés à la rescousse : Corrine
- 1991 : La Fée des dents : Toinette

#### Séries télévisées
- 1990 - 1996 : Les Contes d'Avonlea : Felicity King (Gema Zamprogna)
- 1992 - 1996 : Au nord du 60e : Hannah Kenidi (Selina Hanuse)
- 1996 : Un cas très spatial : Catalina (Jewel Staite)
- 1997 - 2000 : Au gré du vent : Alice MacFarlane (Julia Chantrey)
- 1998 - 2000 : Émilie de la nouvelle lune : Ilse Burnley (Jessica Pellerin)
- 1998 - 2000 : Amandine Malabul : Amandine Malabul (Georgina Sherrington)
- 2001 : Bienvenue à Paradise Falls : Rusty Sinclair (Carla Collins)
- 2014 : L’orange lui va si bien : Brook Soso (Kimiko Glenn)
- 2015 : Madame Lebrun : Joyce Dumarais

#### Séries d'animation
- 1979 : Anne aux pignons verts : Diana
- 1986 : Le Magicien d'Oz : Dorothée
- 1989 : Les Ratons Laveurs : Lisa Laveur / Sophie Tutu
- 1991 : Bino Fabule : Clair-de-lune
- 1996 : Arthur : Diminou Read (saisons 1 à 6)
- 1997 : Caillou : Mousseline / Clémentine
- 2003 : Les Enfants du feu : Losi
- 2006 : Le Chevalier d'Éon : Lia de Beaumont
- 2008 : Le Monde selon Zack : Rachel / Rafael

## Distinctions

### Récompenses
- Association québécoise des critiques de théâtre 2012 : Meilleure comédienne pour Une vie pour deux (rôle de Simone).

### Nominations
- Gala des masques 1997 : Meilleure comédienne pour La serva amorosa de Goldoni au théâtre du Nouveau Monde, mise en scène de Daniel Roussel (rôle de Rosaura)
- Gala des masques 2006 : Meilleure comédienne dans un second rôle pour Le Traitement de Martin Crimp au théâtre PÀP, traduction et mise en scène de Claude Poissant (rôle de Jennifer)
- Prix Gémeaux 2008 : Meilleure interprétation humoristique pour Dieu merci !